# 사곡항
사곡항은 경상남도 거제시 사등면 사곡리에 있는 어항이다. 2003년 2월 3일 어촌정주어항으로 지정하여 관리하고 있다. 시설관리자는 거제시장이다.

## 어항 연혁
- 팥골의 북동쪽 갯마을로 앞바다가 얕아 모래가 많으므로 모래실이라 하였는데 한자로 사곡(沙谷)이 되었다.

## 어항 구역
- 수역: 67,860m2(거제시 사등면 사곡리 62-9번지 수역)
- 육역: 4,940m2

## 어항 시설
- 물양장, 선착장

## 주요 어종
- 청각, 미역, 장어, 감성돔, 노래미, 미더덕